# Секретните Сатърдей
„Секретните Сатърдей“ (на английски: The Secret Saturdays) е американски анимационен сериал по идея на канадския карикатурист Джей Стивънс (създател на Тутенщайн, който е спечелил Еми). Премиерата му е на 3 октомври 2008 г. по Cartoon Network. Поредицата проследява приключенията на семейство Сатърдей - криптозоолози, които работят за съхраняване на застрашените криптиди. Семейството пътува по света в търсене на криптиди и да се бият с разни злодеи. Сериалът е повлиян от стила на 60-те от епохата на Хана-Барбера (като Джони Куест). Сериалът се излъчва и по Teletoon в Канада.

## „Секретните Сатърдей“ В България
В България започна излъчване в ефир на български език от локалната версия Cartoon Network в студио Доли. Екипът се състои от:
| Преводач            | Тония Микова |
| Озвучаващи артисти  | Даниел Цочев (Док Сатърдей) Йорданка Илова (Дрю Сатърдей) Иван Велчев (Зак Сатърдей) Симеон Владов (Ви Ви Аргост) Даринка Митова Иван Петков Цветан Ватев Христо Бонин Илия Иванов Явор Караиванов Петър Бонев |
| Тонрежисьори        | Цветелина Цветкова Иван Андреев |
| Режисьор на дублажа | Даниела Горанова |